# Veglio
Veglio là một đô thị ở tỉnh Biella vùng Piedmont của nước Ý, có vị trí cách khoảng 70 km về phía đông bắc của of Torino và khoảng 8 km về phía đông bắc của of Biella. Tại thời điểm ngày 31 tháng 12 năm 2004, đô thị này có dân số 643 người và diện tích là 6,8 km².
Veglio giáp các đô thị: Bioglio, Camandona, Mosso, Pettinengo, Piatto, Quittengo, Sagliano Micca, Tavigliano, Valle Mosso.